# Église Saint-Honorat des Alyscamps
L'église Saint-Honorat est un édifice religieux d'Arles, Bouches-du-Rhône, France.

## Généralités
L'église est érigée sur la nécropole des Alyscamps.

## Description
Au XIe siècle, une première église est construite par les moines de Saint-Victor de Marseille, sur une crypte préexistante. Au XIIe siècle, l'église est reconstruite sur les bases de l'église primitive et au XVIe siècle l'église est remaniée. À partir du XIIIe siècle, l'église accueille de nombreux enfeus.
De style roman provençal, l'église est construite en pierres de taille, mais n'a jamais été achevée. Une seule travée de la nef a été construite sur les cinq prévues. Un dôme recouvre la croisée de la nef et sur ce dôme, un clocher ou lanterne des morts, constitué de deux étages à arcades est érigé. 

## Protections
L'édifice est classé au titre des monuments historiques dès 1840.
La nécropole des Alyscamps est inscrite au patrimoine mondial en 1981 comme élément des monuments romains et romans d'Arles. L'église Saint-Honorat fait l'objet d'une inscription spécifique en 1998 comme élément des chemins de Compostelle en France.